# Reculaz
La Reculaz est un torrent de France situé dans les Alpes, en Savoie, dans la haute vallée de l'Arc dont il est l'un des premiers affluents. Il nait de la fonte du glacier des Évettes vers 2 820 mètres d'altitude, se dirige vers le nord en traversant le Plan des Évettes à 2 500 mètres d'altitude, entre dans des gorges par une cascade et finit sa course en se jetant dans l'Arc juste en amont du village de l'Écot.

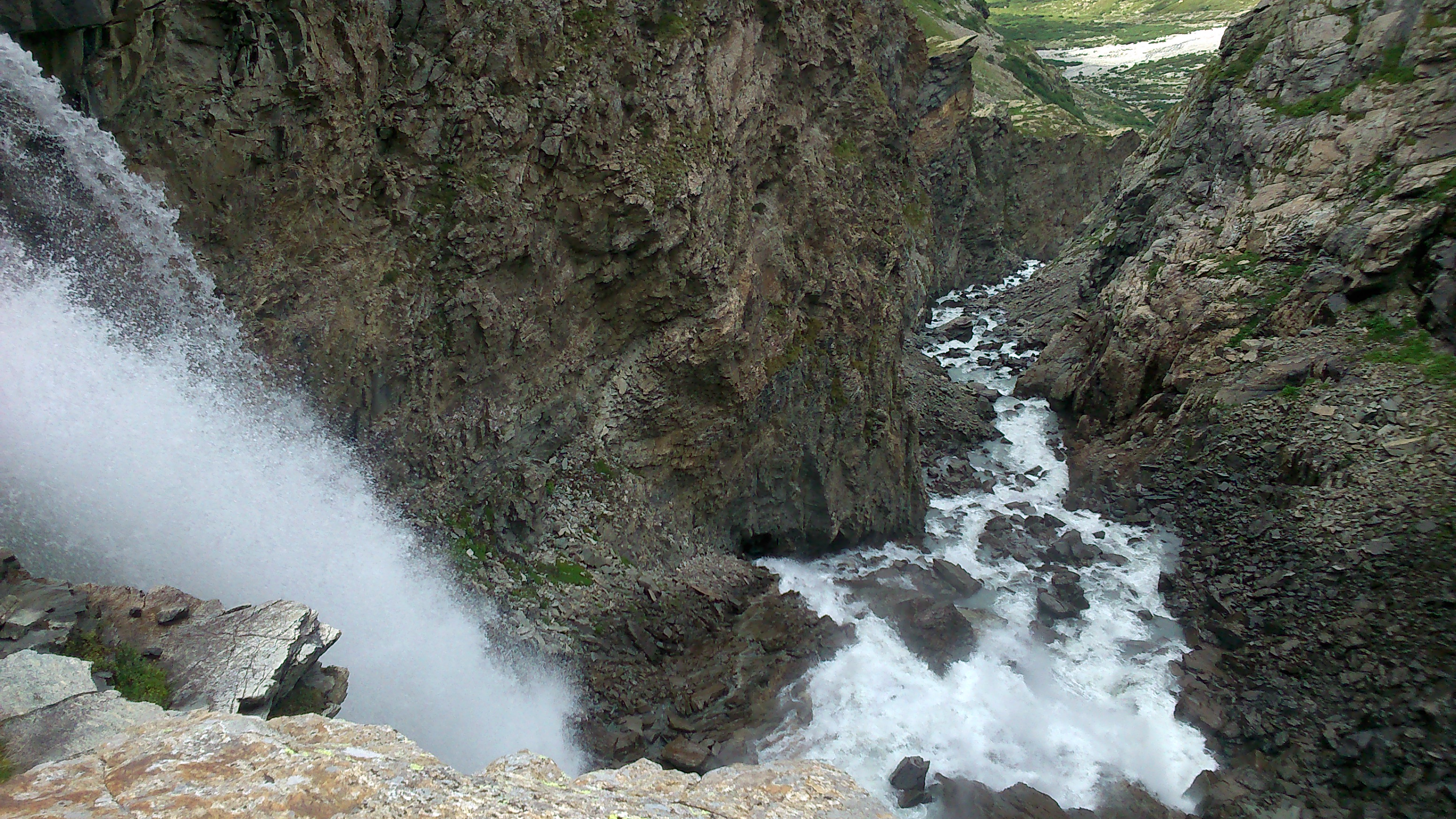
La cascade de la Reculaz avec les gorges en aval.